# Enric Freixa i Pedrals
Enric Freixa i Pedrals (Barcelona, 26 d'abril de 1911 — 14 de març de 2002) fou un enginyer industrial català.

## Biografia
El 1934 es graduà a l'Escola d'Enginyers Industrials de Barcelona, de la que en fou professor adjunt el 1942; el 1947 en fou nomenat catedràtic de càlcul integral i mecànica racional, després d'anàlisi matemàtica i el 1952 de motors tèrmics. També fou secretari general de la Universitat Politècnica de Catalunya del 1968 al 1981.
Alternà la seva tasca com a professor com a enginyer a La Maquinista Terrestre i Marítima, en la que ingressà el 1935 com a cap de la línia de motors dièsel, i de la qual fou director comercial i assessor tècnic. El 1967 ingressà a l'Acadèmia de Ciències i Arts de Barcelona i ha publicat treballs sobre el comportament dels hidrocarburs en els motors i d'història de l'enginyeria. El 1984 va rebre la Medalla Narcís Monturiol.
Ha estat vicepresident del Comitè Permanent del Congrés Internacional de Motors de Combustió i president de la Fundació Joaquim Torrens i Ibern per a la normalització de l'ús del català a la indústria.

## Obres
- Arrels per a una Universitat (1986)